# 2001火星奧德賽號
2001火星奧德賽號（英語：2001 Mars Odyssey）是美國國家航空暨太空總署的火星探測衛星，由洛克希德·馬丁製造衛星，花費約2.97億美金。主要任務是尋找水與火山活動的跡象，同時也是火星探測漫遊者和鳳凰號火星探測器和地球通訊的中繼衛星。於2001年升空。這次任務的名稱是根據電影《2001太空漫遊》來命名的。
2001火星奧德賽號在2001年4月7日在卡納維拉爾角空軍基地由三角洲二號運載火箭發射成功，2001年10月24日2:30 a.m. UTC到達火星軌道，進行氣阻減速以進入環繞火星軌道。2002年1月氣阻減速完成，同年2月19日開始科學任務。
到 2010年12月15日，它以3,340天的運行時間打破了在火星服役時間最長的航天器記錄。奧德賽號是目前環繞地球以外天體運行的航天器之中，運行時間最長的記錄保持者，已經長達23年7个月又10天，而且它還有足夠的燃料足以運行到 2025 年。

## 命名
2001火星奧德賽號原本是火星探測2001（Mars Surveyor 2001）計畫的一部分，原名是Mars Surveyor 2001 Orbiter，原訂計畫另有Surveyor 2001 Lander，但登陸器部分在火星氣候探測者號與火星極地著陸者號於1999年底任務失敗後取消。之後選定亞瑟·查理斯·克拉克的作品《2001太空漫遊》命名。並使用希臘音樂家范吉利斯的音樂作品《Mythodea: Music for the NASA Mission: 2001 Mars Odyssey》做為任務主題曲。

## 科學儀器
2001火星奧德賽號主要有三個科學儀器：
- 熱輻射成像系統[2]
- 伽馬射線光譜儀[3]，儀器中包含俄羅斯提供的高能中子偵測器（High Energy Neutron Detector, HEND）
- 火星环境辐射探测仪（Mars Radiation Environment Experiment, MARIE）

2008年5月28日，NASA報告GRS在火星發現大量氫原子，代表可能有大量水或冰在火星地表下數公尺處。

## 任務

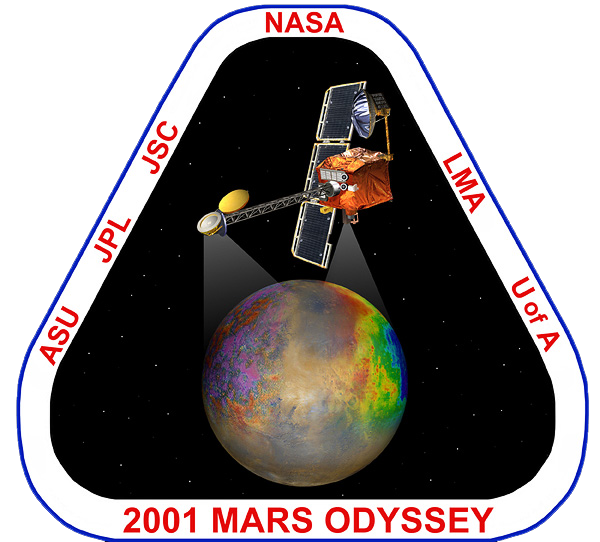
2001火星奧德賽號任務徽章

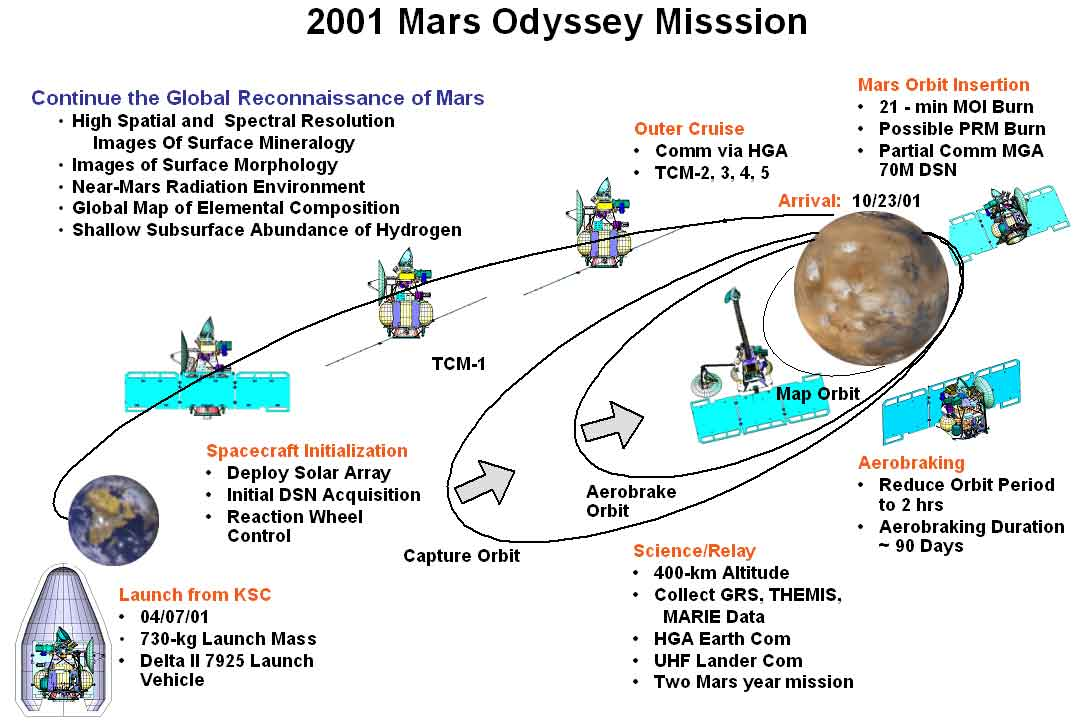
火星奧德賽號任務概況。

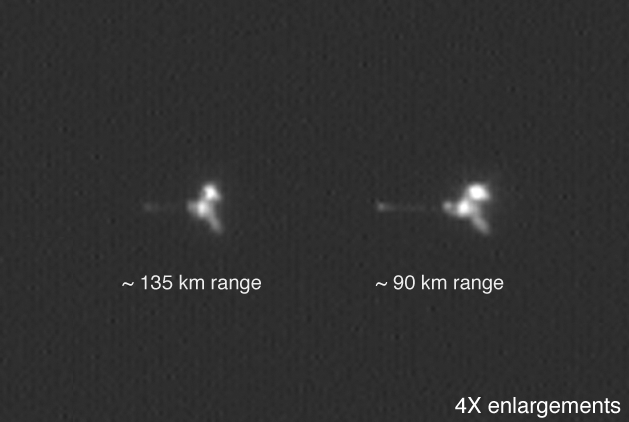
火星全球探勘者號拍攝的2001火星奧德賽號

在過去十年，奧德賽號一直是NASA用來與火星表面探險者通訊的主要中繼站，並且將繼續用來與好奇號漫遊車通訊。NASA孿生的漫遊車，精神號與機會號，有85%的影像和其他資訊是通過奧德賽號的中繼傳回地球；奧德賽號還每天繼續接收和傳送倖存的機會號漫遊車的訊息。奧德賽號還協助分析漫遊車可能登陸的地點，並為2008年5月登陸的鳳凰號火星探測器執行相同的任務。2006年3月火星偵察軌道器抵達火星，在進行氣阻減速來改變它的軌道成為所需要形狀的幾個月時間內，奧德賽號也協助監測火星大氣的狀況。
在2008年9月30日(sol 2465)，這艘太空船改變了它的軌道以讓其紅外線的熱輻射成像系統有更好的靈敏度來描繪火星的礦物，但是新的軌道也使得伽瑪射線光譜儀可能因為過熱而無法使用。
在2012年8月之前，NASA已經四度核准為期兩年的延伸計畫，以觀察像是極地的冰、雲、和沙塵暴年復一年的差異，以及更精確的描繪火星礦物的分布。第五度的延展任務（至2014年7月），被認為是為了促成好奇號在2012年8月成功的登陸。奧德賽號有足夠推進劑，至少可以操作到2015年，而NASA的一位發言人在2010年曾說奧德賽號至少可以繼續運作至2016年，「或許還會遠遠超過」。
在2003年10月28日，一個大型的太陽事件轟擊了奧德賽之後，它酬載的MARIE輻射實驗停止了測量工作。工程師認為最可能的原因是來自太陽的粒子猛烈的撞擊了MARIE的電腦主機板，粉碎了電腦的晶片。
Odyssey engineers will attempt to turn on MARIE again in the winter of 2005, after enough time has passed that MARIE may have recovered itself, like it did during a similar incident during cruise.
在2012年6月，探測器的三個飛輪中有一個失效。然而，奧德賽的設計中有四個備用的飛輪，以預防這種可能情況的發生，備用的飛輪很快的投入服務。從2012年7月，奧德賽已經完全復元，在遠端維護下，它有三個星期是處於安全模式下在操作。
在2014年2月11日，任務控制加速了奧德賽朝向清晨日光軌道的漂移，使它能觀察火星各不同地點在日出之後以及日落之後的地面溫度變化。希望變化是持續漸進的發生，直到2015年11月達到預期的軌道幾何，然後另一個部署會停止這項漂移。這項觀察可能會產生有觀地面的祖成和溫度驅動的過程，像是在一些斜坡上觀察到的溫暖季節性氣流，和火星極區附近在春季解凍的二氧化碳（CO2）間歇泉。

### 火星上的水
2008年7月31日NASA宣布鳳凰號火星探測器確認火星上水的存在，與2001火星奧德賽號的預測相符合。火星奧德賽號科學團隊正在試圖確定是否水冰曾經融化足夠生物所需液態水，以及含碳的化學物質與其他生命形成的物質是否存在。

### 奧德賽和好奇號
火星奧德賽的THEMIS儀器被用來協助火星科學實驗室選擇降落的地點。在2012年8月，MSL登陸火星的前幾天，奧德賽改變了軌道，以確保在MSL登陸火星的最初幾分鐘能夠接收到登陸的漫游車從表面傳送回來的訊號。奧德賽現在充當從（MSL）漫遊車好奇號傳送超高頻無線電信號的中繼站。

## 外部連結
- Mars Odyssey: Robot vs. Man. Striking the right balance is the key - Dr. Sagdeyev
- The Mars Odyssey site（页面存档备份，存于）